# Isole Esperidi
Le Isole Esperidi (in latino: Hesperidum Insulae) sono isole dell'Oceano Atlantico presenti nelle opere geografiche ed enciclopediche della tradizione classica. Sono conosciute anche con il nome di Isole delle Signore dell'ovest.

## Il mito
Il mito delle Isole Esperidi è probabilmente collegato a quello del Giardino delle Esperidi e alle Esperidi stesse. Infatti il termine Esperide deriva dal greco hespera che significa sera, proprio come venivano chiamate le ninfe Esperidi, chiamate anche Figlie della Notte, e quindi stava ad indicare un luogo occidentale (in quanto il Sole tramonta ad occidente). Già nell'antichità si tendeva a confondere le Isole Esperidi con le Isole Fortunate e con i Campi Elisi, ponendole nell'oceano a poca distanza dall'Atlante, con lo stesso Giardino delle Esperidi, ponendole sul continente africano.

## Le Isole Esperidi nelle opere antiche
Sono pochi gli autori classici che hanno tramandato l'esistenza delle Isole Esperidi. Infatti, sono giunte solo citazioni da parte di Plinio il Vecchio, Solino, Stazio Seboso (da cui i primi due hanno attinto), Marziano Capella e Onorio. Questi autori tendevano, a differenza di altri, a separare le Isole Esperidi dall'identificazione con le Isole Fortunate o i Campi Elisi. Per quanto riguarda le opere geografiche di Strabone, Tolomeo e Pausania non citano le Isole Esperidi mentre sono citatate nel De Chorographia di Pomponio Mela.

## Le Isole Esperidi nella realtà
L'identificazione delle Isole Esperidi con isole reali è difficile. Molti ricercatori moderni, sulla base dei riferimenti di Plinio il Vecchio, di Capella, Solino e Seboso identificano tali isole con le Antille, in particolare le Piccole Antille, in quanto, secondo questi autori, il viaggio da Atlantis (Madera) fino alle Isole Esperidi, passando attraverso le Isole Gorgadi (Capo Verde) è di 40 giorni.
Secondo Lucio Russo, prima della distruzione di Cartagine, le Piccole Antille venivano identificate con le Isole Fortunate, ma dopo il collasso culturale provocato dalla distruzione di Cartagine si sarebbe mantenuto il ricordo delle Isole Caraibiche ma sotto il nome di Isole Esperidi, mentre le Isole Fortunate finirono per essere identificate con le Isole Canarie.
Altri autori moderni (ad es. Valerio Manfredi)  ritengono che non solo le Isole Esperidi ma anche le Isole Fortunate rappresentino isole del continente americano.
Allo stesso modo anche Onorio espresse, all'interno dell'Imago Mundi, la convinzione che le Isole Esperidi confinano con il "mare cagliato" e con il luogo che anticamente era ricoperto da Atlantide. 
Lo scrittore inglese Andrew Collins identifica il "mare cagliato" con il Mar dei Sargassi e le Isole Esperidi, probabilmente, con le Antille. Secondo Gonzalo Fernández de Oviedo le Isole Esperidi erano da identificare con le isole "delle Indie occidentali" che era state sottomesse dal re degli Iberi Espero nel 1558 a.C. 
Il domenicano Gregorio Garcìa sostiene che il continente americano era da identificare con le isole che Aristotele "dice che si trovavano oltre Atlantide... quelle che oggi si chiamano di Barlovento". È probabile che le isole di cui parlava Aristotele fossero le stesse Esperidi.
Altri collocano le Esperidi non nell'oceano ma nel Mediterraneo e le identificano con la Sardegna, con le isole del Tirreno o con le Isole Baleari.
Altri ancora, invece, li identificano in chiave più mitica con Iperborea o Atlantide.
In sintesi le diverse identificazioni delle Isole Esperidi variano dalle Isole Canarie, alle Isole di Capo Verde, alle Isole Azzorre, alle Isole di Sao Tomè e Principe fino ad arrivare all'isole delle Piccole Antille.